# Enyo cavifer
Enyo cavifer là một loài bướm đêm thuộc họ Sphingidae. Nó được Rothschild và Jordan, miêu tả năm 1903. Loài này có ở Trung Mỹ (bao gồm México và Belize phía nam) đến Guatemala, Costa Rica, Venezuela, Guiana thuộc Pháp, Brasil, Peru, Bolivia và Colombia.
Sải cánh dài 60–62 mm. Con trưởng thành có thể bay có hai đến 3 lứa một năm. Chúng đã được ghi nhận từ tháng 5 đến tháng 6, tháng 8 đến tháng 9 và từ tháng 12 đến tháng 1 ở Costa Rica, tháng 2 ở Guiana thuộc Pháp vào tháng 1 ở Peru.
Ấu trùng ăn Cissus aff. biformifolia, Vitis tiliifolia và Vitaceae khác.

Enyo cavifer ♀
Enyo cavifer ♀ △